# Crețești
Crețești es una comuna ubicada en el distrito de Vaslui, Rumania.

## Superficie
Posee una superficie de 54,55 kilómetros cuadrados.

## Demografía
Hasta 2021 la población era de 1620 habitantes, con una densidad de población de 29,70 habitantes por kilómetro cuadrado.